# هنري ناش سميث
هنري نـاش سميث (بالإنجليزية: Henry Nash Smith)‏ هو أخصائي في الأدب وصحفي وباحث أمريكي، ولد في 29 سبتمبر 1906 في دالاس في الولايات المتحدة، وتوفي في 6 يونيو 1986 في نيفادا في الولايات المتحدة.